# Instituto Tecnológico de Aeronáutica

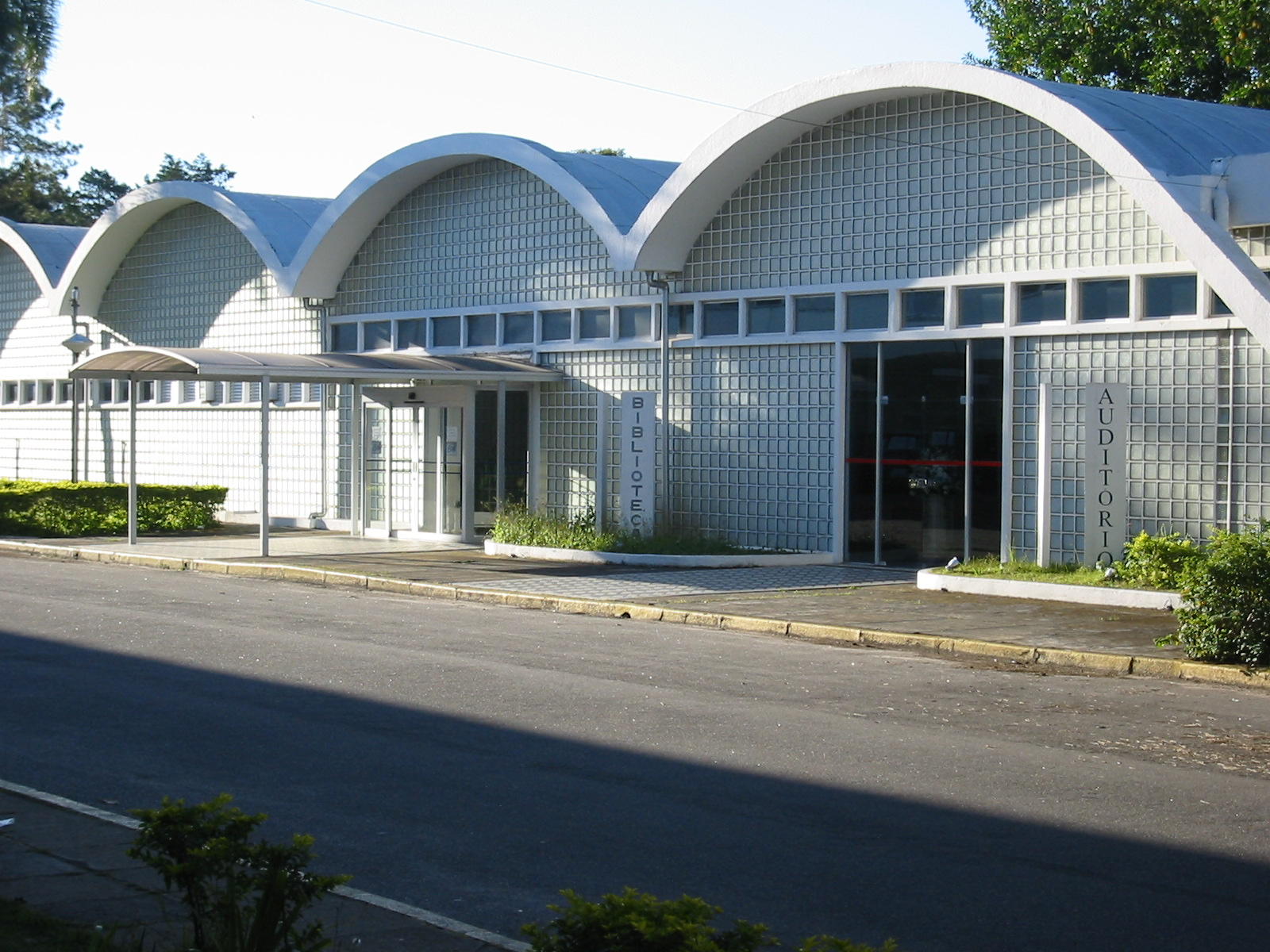
ITA Bibliothek

Das Instituto Tecnológico de Aeronáutica (ITA) oder Institut für Luft- und Raumfahrttechnik ist eine Einrichtung zur Ausbildung und Forschung mit dem Schwerpunkt der Luft- und Raumfahrttechnik. Das ITA ist eine staatliche Bildungseinrichtung, die von der brasilianischen Luftwaffe unterstützt wird. Sie befindet sich in São José dos Campos im Bundesstaat São Paulo in Brasilien. Das ITA ist eine der angesehensten Universitäten in Brasilien. Pro Jahr werden nur wenig mehr als 100 Studenten aufgenommen. Die Aufnahmeprüfungen gelten als die schwierigsten in ganz Brasilien und sind sehr umstritten.